# Gli avventurieri (film 1939)
Gli avventurieri (Dodge City) è un film western del 1939 diretto da Michael Curtiz e interpretato da Errol Flynn, Olivia de Havilland e Ann Sheridan.

## Trama
Il Colonnello Dodge arriva sul primo treno che inaugura la nuova linea ferroviaria destinata a collegare Dodge City con il resto degli Stati Uniti. Pochi anni dopo, la cittadina di frontiera si è trasformata in un luogo prospero ma allo stesso tempo caotico: è abitata da coloni, avventurieri, criminali e pistoleri, dove a dominare sono il denaro e la violenza. A imporre la propria legge è Jeff Surrett, un potente allevatore circondato da una banda di scagnozzi che controllano affari e politica locale, riuscendo a cacciare ogni nuovo sceriffo nominato. 
In questo scenario giunge Wade Hatton, un cowboy solitario che aveva contribuito alla costruzione della ferrovia e che ora guida un convoglio di pionieri provenienti dalla costa orientale. Con lui viaggiano gli inseparabili amici Rusty e Tex, pronti a sostenerlo in ogni circostanza. Tra i coloni figurano anche la giovane Abbie Irving e suo fratello Lee, la cui condotta irresponsabile porta a un drammatico incidente con una mandria, conclusosi tragicamente e con un confronto diretto tra Hatton e lo stesso Lee.
All’arrivo in città, Hatton constata di persona il clima di anarchia che governa Dodge City. Gli abitanti più onesti, tra cui il dottor Irving, zio di Abbie, chiedono a gran voce che assuma il ruolo di sceriffo. In un primo momento Wade rifiuta, convinto che non sia un compito adatto a lui ma la morte accidentale del giovane Harry Cole, causata da una sparatoria dei fuorilegge, lo spinge a cambiare idea.
Nominato sceriffo, Hatton affronta con determinazione Surrett e i suoi uomini, coadiuvato da Rusty e Tex. L’aiuto del giornalista Joe Clemens diventa prezioso per raccogliere prove delle malefatte del clan criminale ma la violenza della banda non tarda a colpire anche lui, con l’infido Yancey in prima linea. Intanto il rapporto tra Wade e Abbie cresce, mentre la città rimane un campo di battaglia tra chi desidera la giustizia e chi vuole mantenere il regno del terrore. Hatton dovrà provare combattere con ogni mezzo  Surrett e la sua banda per sconfiggerli e riportare l'ordine e la legge a Dodge City.

## Produzione
Tra i primi film girati in Technicolor.
È il 7º di 11 film in cui Errol Flynn e Olivia de Havilland apparvero insieme.